# 藤原弘治
藤原 弘治（ふじわら こうじ、1961年6月29日 - ）は、日本の銀行家、実業家。

## 略歴・人物
広島県出身で、北海道で育ち、土木関係の仕事に従事していた父の転勤で中学2年の時、福岡市に転居。福岡市立高宮中学校を経て、福岡県立筑紫丘高等学校に進む。高校の時にはスキーで国体に出場した。1年間の浪人生活を学校併設の予備校である「筑紫丘学館」で過ごし、早稲田大学商学部に入学。在学時代には福岡県出身者が集う学生会館である英彦寮で4年間暮らした。タレントのタモリは高宮中学、筑紫丘高校、早稲田大学の先輩であり、「1浪して早大進学した」点でも共通している。
1985年3月に早稲田大学商学部を卒業。同年4月第一勧業銀行に入行する。
藤原を知る江上剛が週刊現代の取材に語った所によれば、藤原は第一勧業銀行ニューヨーク支店に赴任した際、自分には経理や財務の知識が足りないとして、自費でニューヨーク大学経営大学院の夜学に通い、1993年6月に金融学専攻で修了、MBAを取得した。また、1997年に同行において総会屋への利益供与事件が発覚した際には、企画部における最若手であったが、海外知識の豊富さを買われ、連邦準備制度理事会(FRB)に事情説明に出向く国際担当副頭取に同行し、MOF担など企画部門を中心にキャリアを積んだ。
2002年の富士銀行、第一勧業銀行、日本興業銀行の3行統合では統合作業担当者として尽力。
2004年6月にマサチューセッツ工科大学経営大学院を経営学専攻で修了。
2007年10月にみずほ銀行経営企画部参事役、全銀協会長行室長に就任。
2009年7月にみずほフィナンシャルグループIR部参事役に就任。
2012年4月にみずほフィナンシャルグループ執行役員IR部長となる。IR担当時代には、2011年に大規模システム障害、2013年に反社会勢力への融資問題が発覚。その際に株主と向き合った経験を思い出に残る仕事として毎日新聞の取材で挙げている。
2014年4月にみずほフィナンシャルグループ常務執行役員企画グループ長、みずほ銀行常務取締役企画グループ長に就任。
2016年4月、みずほフィナンシャルグループ関連会社内横断のカンパニー制導入に尽力する。日本のメガバンクでカンパニー制を導入したのは初めての事例となる。
2017年4月に前述のカンパニー制導入が評価され、みずほ銀行代表取締役頭取に就任。
2018年4月1日、全国銀行協会会長に就任した（2019年3月末退任）。
2021年2月以降に相次いで発生したシステム不具合の責任を取る形で、同年6月末で退任することが報じられていたが、再発防止に取り組む観点から当面の間続投することを同月15日に明らかにした。
2022年4月1日、みずほ銀行代表取締役頭取退任。後任には加藤勝彦副頭取（当時）が就任した。現在、本人はみずほフィナンシャルグループ常任顧問であり早稲田大学理事である。
2025年4月、東京センチュリー株式会社代表取締役社長就任。